# Махмуд Намык-эфенди
Шехзаде́ Махму́д Намы́к-эфе́нди (тур. Şehzade Mahmud Namık Efendi; 23 декабря 1913 года, Стамбул — 13 ноября 1963 года, Каир) — представитель династии Османов. Единственный сын Омера Хильми-эфенди, внук Мехмеда V.

## Биография
Махмуд Намык-эфенди родился 23 декабря 1913 года, в Стамбуле. До смерти своего деда Мехмеда V жил во дворце Долмабахче. Затем он переехал со своей семьей в Багларбаши. В 1924 году, его семья отправилась в изгнание в Бейрут. Там он учился в школе-интернате. Однако, скоро он переехал в Ниццу, где в тот момент жил последний султан Мехмед VI. В 1934 году он семьей переезжает в Александрию. В начале 1940-х годов некоторое время жил в пригороде Каира.
Во время Второй мировой войны Махмуд Намык работал в трамвайной компании в Александрии. В конце 1940-х он начал вести свой бизнес и поселился в Женеве.
В 1950-е годы обвинялся Египетскими властями в том, что он причастен к заговору против Гамаля Абдель Насера, за что был заочно приговорен к 15 годам лишения свободы. В 1958 году его попросили помочь договориться о браке его двоюродной сестры принцессы Сабихи Фазилы Ханым Султан, и принцессы Зехры Ханзаде-султан, с королем Ирака Фейсалом II. Во время нахождения Махмуда Намыка в Ираке, в этом государстве прошла революция, завершившаяся расстрелом Королевской семьи. После революции Махмуд Намык-эфенди был арестован Иракскими властями, и выдан Египту, в обмен на улучшение отношений между двумя странами. Там он предстал перед судом, который приговорил его к 15 годам лишения свободы.
Махмуд Намык-эфенди скончался в тюрьме 13 ноября 1963 года, в возрасте 49 лет. Изначально похоронен в Каире, но в 1987 году был перезахоронен в Мавзолее султана Махмуда II.

## Личная жизнь
Махмуд Намык Эфенди женился на Шехразад Ханым (1922 — 1993) в августе 1939 года. Она была единственной дочерью Исмаила Ратиб-бея и его жены, принцессы Эмине Бихруз. Пара резвелась в 1947 году. В браке родился один сын.
- Омер Абдулмеджид Османоглу (род. 4 июня 1941)